# César Garin
Pour les articles homonymes, voir Garin.
César Garin, né le 16 décembre 1879 à Arvier, commune italienne francophone de la Vallée d'Aoste, et mort le 27 mars 1951 à Paris, est un coureur cycliste italien, naturalisé français en juillet 1935. Il est le frère de Maurice Garin vainqueur du Tour de France 1903 et d'Ambroise Garin également cycliste.

## Palmarès
- 1896
  - 3e de Lille-Arras
- 1899
  - 3e de Roubaix-Bray-Dunes
- 1900
  - 3e de Tourcoing-Béthune-Tourcoing
- 1904
  - 2e de Paris-Roubaix
- 1906
  - 5e de Paris-Roubaix

## Résultats sur les grands tours

### Tour de France
1 participation
- 1904 : 3e avant disqualification.